# Stupni Do

Stupni Do är en bergsby i Bosnien-Hercegovina, norr om Sarajevo, öster om Vareš. Enligt folkräkningen utförd 1991 hade byn 255 invånare, varav 217 bosniaker, 35 serber, 2 kroater och 1 jugoslav.

## Massakern
Under kriget i Bosnien 1992–1995 intogs byn den 23 oktober 1993 av en styrka ur den kroatiska republiken Herceg-Bosnas armé HVO under ledning av Ivica Rajić. Soldaterna dödade 37 bosniakiska (bosniskmuslimska) invånare. Kvinnor våldtogs och en del av männen utsattes för tortyr. Samtliga av dem som mördades hade skjutits eller bränts till döds och byns bostadshus stacks i brand.
Händelsen kom till världens kännedom då en styrka ur den svenska FN-bataljonen Nordbat 2 tvingade sig fram till byn fyra dagar senare. Nyanlända svenska soldater i FN-styrkan UNPROFOR förhindrades av HVO-soldater vid en vägspärr att gå in i byn medan massakern pågick. På avstånd kunde de se rök från brinnande hus och höra skottlossning från byn. Först den 26 oktober kunde de svenska lätta pansarfordonen  komma in i byn och nyheten om massakerns omfattning blev känd.
Dominik Ilijasević, en av de som förde befäl under massakern, skall även ha begått andra krigsbrott, bland annat tortyr och mord på bosniska civilpersoner i den närbelägna staden Vareš. Han greps den 28 augusti 2000. Den 16 december 2002 inleddes rättegången mot honom i kantonen Zenicas domstol. I februari 2003 blev Ilijasević frisläppt mot borgen i väntan på dom. Ivica Rajić som var befälhavare över ett område i centrala Bosnien som omfattade Kiseljak, Kresevo och Vares, dömdes till 12 års fängelse för sin delaktighet i Stupni Do-massakern.
Anledningen till attacken skall enligt FN-källor ha varit en hämnd för att bosniska styrkor tidigare tagit den kroatiska byn Kopljari, men Stupni Do hade även en viss strategisk betydelse. Byn skall genom sitt strategiska läge på ovanför Vareš, på bergskammen och vid gränsen till bosnienserbiskt territorium, ha varit en viktig punkt och på så sätt betydelsefull för den trafik som bedrevs över gränsen av såväl bosniska som kroatiska smugglare.